# ONE -Venus of Rock-
『ONE -Venus of Rock-』（ワン -ヴィーナス・オブ・ロック-）は、2006年11月22日に発売されたTHE ALFEE22枚目のオリジナルアルバム。

## 概要
アコースティック・ライヴを収録したDVD付初回生産限定盤、デカジャケット限定盤、通常盤の3形態で発売された。
長年サポート・ドラマーとして活動した長谷川浩二が前年末を以て離脱。本作以降は、ドラムスを吉田太郎が引継。
本作よりマスタリングが「ZeeQ Studio」で行われている。
EXPRESS Virgin 移籍後のオリジナルアルバムで唯一、オリコンチャートトップ10入りをしていない。

## 収録曲
全曲　作詞・作曲：高見沢俊彦　編曲：THE ALFEE（特記以外）
1. 愛を惜しみなく
2. 天河の舟
3. 春の嵐
4. Innocent Love(Album Mix)
ストリングスアレンジ：井上鑑
5. ONE LOVE
6. 夢のチカラ '06
上戸彩に提供した曲のセルフ・カヴァー。
ALFEEファンで坂崎と交流のあった瀬木貴将によるケーナとサンポーニャのソロが収録。瀬木が曲作りでボリビア滞在中だったため、現地スタジオにてレコーディングした。発展途上だったインターネット通信での音源データのやり取りを行ない、ソロをオーバーダビングする作業が取られている。
7. Change
8. Shout
編曲：THE ALFEE with 本田優一郎
9. 100億のLove Story(Album Mix)
編曲：THE ALFEE with 本田優一郎／ストリングスアレンジ：本田優一郎
アルバムバージョン。シングルではフェードアウトだったアウトロが完結している。
10. ONE(Album Mix)
「Innocent Love」カップリング曲。

初回生産限定盤付属DVD（スタジオ・アコースティック・ライヴ）
1. Innocent Love
2. Flower Revolution 2006

## 参加ミュージシャン
- 山石敬之 - Keyboards （All Songs Except #8,9）
- 武部聡志 - Piano & Hammond Organ（#9）
- 本田優一郎 - Programming（#8,9）
- 吉田太郎 - Drums（#1,3,4,5,8,9,10）
- そうる透 - Drums（#2,6,7）
- 中川量 - Bass（#8,9）
- 瀬木貴将 - Zanpona & Quena（#6）
- 武田和大 - Flute&Piccoro（#7）
- 篠崎正嗣Strings（#9）
- 金原千恵子Strings（#4）

## 品番
- TOCT-26145 （通常盤）
- TOCT-26146 （初回限定盤、DVD付）
- TOCT-26147 （初回限定盤、デカジャケ仕様）